# Збірна Білорусі з гандболу
Збі́рна Білору́сі з гандбо́лу — національна збірна команда Республіки Білорусь, що представляє державу на міжнародних змаганнях з гандболу.
Збірна контролюється Білоруська федерація гандболу і разом з нею була створена після розпаду СРСР і утворення незалежної Білоруської держави в 1993 році.
Білоруські гандболісти чотири рази виступали на чемпіонатах світу і шість разів на чемпіонатах Європи, добившись найкращих результатів на початку свого існування, в 1990-ті роки: 9-е місце на чемпіонаті світу 1995 року і 8-е місце на чемпіонаті Європи 1994 року.
28 лютого 2022  року Європейська федерація гандболу ухвалила рішення відсторонити національні гандбольні збірні команди Білорусі та білоруські гандбольні клуби від участі у всіх змаганнях під егідою ЄГФ. Причиною цього став військовий напад Росії та Білорусі на Україну. 
У різні роки збірну очолювали Спартак Миронович, Олександр Каршакевич та Георгій Свириденко; а з липня 2009 року головним тренером є Юрій Шевцов.
Найбільшу кількість ігор (матчів) за національну збірну провів Борис Пухівський — 209, до того ж він є її накйращим бомбордиром із результатом 838 голів.

## Чинний склад
Чинний на квітень 2021 року склад представників національної збірної команди Республіки Білорусь з гандболу:
| №  | Поз.                 | Ігрок                | Зріст  | Дата народження | Матчі | Голи | Клуб              |
| -- | -------------------- | -------------------- | ------ | --------------- | ----- | ---- | ----------------- |
|    | Лінійний             | Титов Олександр      | 193 см | 28 жовтня 1986  | 179   | 138  | Riihimäen Cocks   |
|    | Розігруючий          | Гирик Юліан          | 194 см | 8 липня 1998    | 3     | 13   | СКА Мінск         |
|    | Лінійний             | Камишик Дмитро       | 200 см | 28 травня 1996  | 75    | 225  | СКА Мінск         |
| 1  | Воротар              | Мацкевич Іван        | 186 см | 8 травня 1991   | 91    | 5    | Мешков Брест      |
| 3  | Лівий напівсередній  | Кулеш Владислав      | 206 см | 28 травня 1996  | 75    | 225  | Віве Кельце       |
| 7  | Розігруючий          | Кулак Артем          | 191 см | 23 лютого 1996  | 20    | 43   | Чеховські ведмеді |
| 9  | Правий напівсередній | Астрашапкін Олег     | 190 см | 20 січня 1992   | 51    | 53   | ЦСКА              |
| 10 | Розігруючий          | Пухівський Борис     | 186 см | 3 січня 1987    | 209   | 8    | Мотор             |
| 15 | Лівий напівсередній  | Шинкель Олексій      | 208 см | 6 липня 1994    | 28    | 62   | Balatonfüredi KSE |
| 16 | Воротар              | Солдатенко В'ячеслав | 189 см | 23 липня 1994   | 77    | 1    | CSM Bacău         |
| 17 | Лівий кутовий        | Кривенко Владислав   | 186 см | 21 квітня 1999  | 7     | 2    | СКА Мінск         |
| 8  | Правий напівсередній | Карвацький Артур     | 196 см | 21 січня 1996   | 40    | 98   | Olympiacos H.C.   |
| 20 | Воротар              | Кішов Олексій        | 193 см | 23 вересня 1986 | 57    | 2    | ULZ Schwaz        |
| 23 | Лівий кутовий        | Юрінок Андрій        | 196 см | 21 вересня 1996 | 92    | 254  | Мешков Брест      |
| 24 | Правий кутовий       | Баранов Максим       | 188 см | 11 квітня 1988  | 154   | 368  | Мешков Брест      |
| 26 | Лінійний             | Лук'янчук Юрій       | 195 см | 5 січня 1990    | 25    | 31   | Riihimäen Cocks   |
| 33 | Воротар              | Мороз Іван           | 197 см | 5 жовтня 1992   | 14    | 2    | Мотор             |
| 43 | Лінійний             | Сельвесюк Артем      | 192 см | 8 грудня 1992   | 7     | 5    | Мешков Брест      |
| 47 | Розігруючий          | Подшивалов Олександр | 190 см | 8 березня 1996  | 62    | 87   | GWD Minden        |
| 50 | Лінійний             | Корольок Артем       | 196 см | 20 лютого 1996  | 85    | 317  | Віве Кельце       |
| 55 | Правий кутовий       | Вайлупов Микита      | 186 см | 30 липня 1995   | 45    | 180  | Мешков Брест      |
| 62 | Лівий напівсередній  | Самійло Кирило       | 200 см | 31 січня 2002   | 7     | 8    | СКА Мінск         |
| 74 | Лінійний             | Бохан В'ячеслав      | 206 см | 7 квітня 1996   | 52    | 34   | Мотор             |
| 95 | Розігруючий          | Гайдученко Вадим     | 193 см | 24 квітня 1995  | 70    | 151  | Сен-Рафаель Вар   |
| 98 | Правий напівсередній | Альохін Микола       | 190 см | 9 квітня 1998   | 22    | 24   | СКА Мінск         |

| № | Гандболіст       | Поз.           | Матчів | Період    |
| - | ---------------- | -------------- | ------ | --------- |
| 1 | Пухівський Борис | Розігруючий    | 209    | 2005—     |
| 2 | Бровко Іван      | Лівий кутовий  | 197    | 1998—2020 |
| 3 | Титов Олександр  | Лінійний       | 179    | 2006—     |
| 4 | Баранов Максим   | Правий кутовий | 154    | 2008—     |
| 5 | Шилович Сергій   | Правий кутовий | 153    | 2007—2020 |

| № | Гандболіст       | Поз.                         | Матчів | Період          |
| - | ---------------- | ---------------------------- | ------ | --------------- |
| 1 | Пухівський Борис | Розігруючий                  | 867    | 2005—           |
| 2 | Бровко Іван      | Лівий кутовий                | 607    | 1998—2020       |
| 3 | Рутенко Сергій   | Лівий напівсередній Лінійний | 507    | 2001, 2010—2016 |
| 4 | Шилович Сергій   | Правий кутовий               | 488    | 2007—2020       |
| 5 | Баранов Максим   | Правий кутовий               | 368    | 2008—           |

## Тренери
Чинний на квітень 2021 року склад тренерів національної збірної команди Республіки Білорусь з гандболу:
| Посада          | Ім'я              | Громадянство |
| --------------- | ----------------- | ------------ |
| Головний тренер | Шевцов Юрій       | Білорусь     |
| Тренер-лікар    | Азаренков Андрій  | Білорусь     |
| Тренер          | Барсуков Дмитро   | Білорусь     |
| Тренер-масажист | Папруга Ігор      | Білорусь     |
| Тренер          | Шарейко Олег      | Білорусь     |
| Капітан команди | Смугунова Валерія | Білорусь     |

### Головні тренери
| Тренер               | Результати | Результати | Результати | Результати | Результати | Участь    | Турніри                                                                                 |
| Тренер               | І          | В          | Н          | П          | В %        | Участь    | Турніри                                                                                 |
| -------------------- | ---------- | ---------- | ---------- | ---------- | ---------- | --------- | --------------------------------------------------------------------------------------- |
| Спартак Миронович    | 175        | 81         | 9          | 85         | 46.29      | 1992—2008 | ЧЄ-1994, ЧЄ-2008 ЧС-1995                                                                |
| Олександр Каршакевич | 20         | 12         | 1          | 7          | 60.00      | 1996—2007 |                                                                                         |
| Георгій Свириденко   | 13         | 7          | 0          | 6          | 53.85      | 1995—2006 |                                                                                         |
| Юрій Шевцов          | 156        | 54         | 17         | 85         | 34.62      | 2009—     | ЧЄ-2014, ЧЄ-2016, ЧЄ-2018, ЧЄ-2020, ЧЄ-2022 ЧС-2013, ЧС-2015, ЧС-2017, ЧС-2019, ЧС-2021 |
| РАЗОМ:               | 364        | 154        | 27         | 183        | 42.31      |           |                                                                                         |

## Виступи

### Чемпіонат світу
| Фінальний турнир | Фінальний турнир   | Фінальний турнир   | Фінальний турнир   | Фінальний турнир   | Фінальний турнир   | Фінальний турнир   |                             | Кваліфікація                | Кваліфікація                | Кваліфікація                | Кваліфікація                | Кваліфікація |
| Рік              | Місце              | І                  | В                  | Н                  | П                  | М'ячи              | І                           | В                           | Н                           | П                           | М'ячи                       |              |
| ---------------- | ------------------ | ------------------ | ------------------ | ------------------ | ------------------ | ------------------ | --------------------------- | --------------------------- | --------------------------- | --------------------------- | --------------------------- | ------------ |
| 1993             | Не кваліфікувалася | Не кваліфікувалася | Не кваліфікувалася | Не кваліфікувалася | Не кваліфікувалася | Не кваліфікувалася | Не кваліфікувалася          | Не кваліфікувалася          | Не кваліфікувалася          | Не кваліфікувалася          | Не кваліфікувалася          |              |
| 1995             | 9-те               | 9                  | 5                  | 0                  | 4                  | 278 − 247          | Автоматично кваліфікувалася | Автоматично кваліфікувалася | Автоматично кваліфікувалася | Автоматично кваліфікувалася | Автоматично кваліфікувалася |              |
| 1997             | Не кваліфікувалася | Не кваліфікувалася | Не кваліфікувалася | Не кваліфікувалася | Не кваліфікувалася | Не кваліфікувалася | 6                           | 2                           | 0                           | 4                           | 162 − 133                   |              |
| 1999             | Не кваліфікувалася | Не кваліфікувалася | Не кваліфікувалася | Не кваліфікувалася | Не кваліфікувалася | Не кваліфікувалася | 6                           | 2                           | 0                           | 4                           | 160 − 165                   |              |
| 2001             | Не кваліфікувалася | Не кваліфікувалася | Не кваліфікувалася | Не кваліфікувалася | Не кваліфікувалася | Не кваліфікувалася | 6                           | 4                           | 0                           | 2                           | 146 − 154                   |              |
| 2003             | Не кваліфікувалася | Не кваліфікувалася | Не кваліфікувалася | Не кваліфікувалася | Не кваліфікувалася | Не кваліфікувалася | 6                           | 4                           | 0                           | 2                           | 160 − 146                   |              |
| 2005             | Не кваліфікувалася | Не кваліфікувалася | Не кваліфікувалася | Не кваліфікувалася | Не кваліфікувалася | Не кваліфікувалася | 4                           | 2                           | 0                           | 2                           | 104 − 103                   |              |
| 2007             | Не кваліфікувалася | Не кваліфікувалася | Не кваліфікувалася | Не кваліфікувалася | Не кваліфікувалася | Не кваліфікувалася | 6                           | 4                           | 0                           | 2                           | 189 − 160                   |              |
| 2009             | Не кваліфікувалася | Не кваліфікувалася | Не кваліфікувалася | Не кваліфікувалася | Не кваліфікувалася | Не кваліфікувалася | 2                           | 0                           | 1                           | 1                           | 56 − 60                     |              |
| 2011             | Не кваліфікувалася | Не кваліфікувалася | Не кваліфікувалася | Не кваліфікувалася | Не кваліфікувалася | Не кваліфікувалася | 3                           | 1                           | 0                           | 2                           | 92 − 89                     |              |
| 2013             | 15-е               | 6                  | 2                  | 0                  | 4                  | 159 − 153          | 6                           | 4                           | 0                           | 2                           | 170 − 148                   |              |
| 2015             | 18-е               | 7                  | 2                  | 0                  | 5                  | 215 − 216          | 2                           | 1                           | 0                           | 1                           | 57 − 52                     |              |
| 2017             | 11-е               | 6                  | 2                  | 0                  | 4                  | 156 − 186          | 2                           | 1                           | 0                           | 1                           | 52 − 52                     |              |
| 2019             | Не кваліфікувалася | Не кваліфікувалася | Не кваліфікувалася | Не кваліфікувалася | Не кваліфікувалася | Не кваліфікувалася | 2                           | 0                           | 1                           | 1                           | 54 - 59                     |              |
| 2021             | 17                 | 6                  | 2                  | 2                  | 2                  | 171 − 162          | Автоматично кваліфікувалася | Автоматично кваліфікувалася | Автоматично кваліфікувалася | Автоматично кваліфікувалася | Автоматично кваліфікувалася |              |
| / 2023           | Визначається       | Визначається       | Визначається       | Визначається       | Визначається       | Визначається       | Визначається                | Визначається                | Визначається                | Визначається                | Визначається                |              |
| / 2025           | Визначається       | Визначається       | Визначається       | Визначається       | Визначається       | Визначається       | Визначається                | Визначається                | Визначається                | Визначається                | Визначається                |              |
| 2027             | Визначається       | Визначається       | Визначається       | Визначається       | Визначається       | Визначається       | Визначається                | Визначається                | Визначається                | Визначається                | Визначається                |              |
| РАЗОМ:           | РАЗОМ:             | 28                 | 11                 | 0                  | 17                 | 808−802            | 51                          | 25                          | 2                           | 24                          | 1402−1321                   |              |

### Чемпіонат Європи
| Фінальний турнир | Фінальний турнир   | Фінальний турнир   | Фінальний турнир   | Фінальний турнир   | Фінальний турнир   | Фінальний турнир   |              | Кваліфікація | Кваліфікація | Кваліфікація | Кваліфікація | Кваліфікація |
| Рік              | Місце              | І                  | В                  | Н                  | П                  | М'ячи              | І            | В            | Н            | П            | М'ячи        |              |
| ---------------- | ------------------ | ------------------ | ------------------ | ------------------ | ------------------ | ------------------ | ------------ | ------------ | ------------ | ------------ | ------------ | ------------ |
| 1994             | 8-е                | 6                  | 2                  | 0                  | 4                  | 154 − 167          | 10           | 6            | 1            | 3            | 279 − 229    |              |
| 1996             | Не кваліфікувалася | Не кваліфікувалася | Не кваліфікувалася | Не кваліфікувалася | Не кваліфікувалася | Не кваліфікувалася | 6            | 2            | 0            | 4            | 142 − 146    |              |
| 1998             | Не кваліфікувалася | Не кваліфікувалася | Не кваліфікувалася | Не кваліфікувалася | Не кваліфікувалася | Не кваліфікувалася | 4            | 3            | 0            | 1            | 116 − 99     |              |
| 2000             | Не кваліфікувалася | Не кваліфікувалася | Не кваліфікувалася | Не кваліфікувалася | Не кваліфікувалася | Не кваліфікувалася | 8            | 6            | 1            | 1            | 218 − 180    |              |
| 2002             | Не кваліфікувалася | Не кваліфікувалася | Не кваліфікувалася | Не кваліфікувалася | Не кваліфікувалася | Не кваліфікувалася | 8            | 5            | 0            | 3            | 225 − 192    |              |
| 2004             | Не кваліфікувалася | Не кваліфікувалася | Не кваліфікувалася | Не кваліфікувалася | Не кваліфікувалася | Не кваліфікувалася | 8            | 4            | 1            | 3            | 219 − 217    |              |
| 2006             | Не кваліфікувалася | Не кваліфікувалася | Не кваліфікувалася | Не кваліфікувалася | Не кваліфікувалася | Не кваліфікувалася | 8            | 3            | 1            | 4            | 245 − 230    |              |
| 2008             | 15-е               | 3                  | 0                  | 0                  | 3                  | 83 − 101           | 5            | 4            | 0            | 1            | 161 − 128    |              |
| 2010             | Не кваліфікувалася | Не кваліфікувалася | Не кваліфікувалася | Не кваліфікувалася | Не кваліфікувалася | Не кваліфікувалася | 8            | 4            | 0            | 4            | 253 − 233    |              |
| 2012             | Не кваліфікувалася | Не кваліфікувалася | Не кваліфікувалася | Не кваліфікувалася | Не кваліфікувалася | Не кваліфікувалася | 6            | 2            | 0            | 4            | 181 − 203    |              |
| 2014             | 12-е               | 6                  | 1                  | 0                  | 5                  | 166 − 195          | 6            | 4            | 1            | 1            | 189 − 180    |              |
| 2016             | 10-е               | 6                  | 2                  | 0                  | 4                  | 167 − 189          | 6            | 2            | 2            | 2            | 158 − 167    |              |
| 2018             | 10-е               | 6                  | 2                  | 0                  | 4                  | 155 − 172          | 6            | 3            | 2            | 1            | 177 − 152    |              |
| 2020             | 10-е               | 7                  | 3                  | 1                  | 3                  | 209 - 217          | 6            | 4            | 0            | 2            | 182 - 146    |              |
| 2022             | Визначається       | Визначається       | Визначається       | Визначається       | Визначається       | Визначається       | Визначається | Визначається | Визначається | Визначається | Визначається |              |
| 2024             | Визначається       | Визначається       | Визначається       | Визначається       | Визначається       | Визначається       | Визначається | Визначається | Визначається | Визначається | Визначається |              |
| РАЗОМ:           | РАЗОМ:             | 34                 | 10                 | 1                  | 23                 | 934−1041           | 95           | 52           | 9            | 34           | 2745−2502    |              |